# Бастиља (Модена)
Бастиља (итал. Bastiglia) је насеље у Италији у округу Модена, региону Емилија-Ромања.
Према процени из 2011. у насељу је живело 3691 становника. Насеље се налази на надморској висини од 28 м.

## Становништво
| 1931. | 1936. | 1951. | 1961. | 1971. | 1981. | 1991. | 2001. | 2011. |
| ----- | ----- | ----- | ----- | ----- | ----- | ----- | ----- | ----- |
| 2.293 | 2.162 | 2.254 | 1.931 | 1.691 | 2.048 | 2.276 | 3.359 | 3.985 |